# Lobophytum irregulare
Lobophytum irregulare is een zachte koraalsoort uit de familie Alcyoniidae. De koraalsoort komt uit het geslacht Lobophytum. Lobophytum irregulare werd in 1970 voor het eerst wetenschappelijk beschreven door Tixier-Durivault. 